# Raspite
La raspite è un minerale scoperto nel 1897. Il minerale prende il nome da Charles Rasp, cercatore e scopritore del deposito di Broken Hill.

## Abito cristallino
Tabulare.

## Origine e giacitura
Nelle zone di ossidazione delle miniere di tungsteno.

## Forma in cui si presenta in natura
In cristalli tabulari appiattiti secondo {100} o anche secondo {101},sovente geminati, striati secondo l'allungamento (secondo {010}, ma può essere allungata anche secondo {100}) di colore giallo.

## Località di ritrovamento
Presso Broken Hill, in Australia; nelle sabbie aurifere di Sumidoro, nel Minas Gerais, in Brasile.

## Caratteristiche chimico-fisiche
- Peso molecolare: 455,05[3]-455,1[2] grammomolecole
- Geminazione: comune secondo {100}, ma esistono anche campioni geminati secondo {102}[1]
- Birifrangenza: δ: 0,030[1][2]
- Indici di rifrazione: 2,27 | 0 | 0 | 0 | 0 | 0[2]
  - α:β: 2,27[4]
  - γ: 2,30[4]
- Volume di unità di cella: 355[2]-357,47[1] Å³
- Molecole per unità di cella: 4[2]
- Magnetismo: assente[2]
- Indice di elettroni: 6,99 g/cm³[3]
- Indici quantici[3]:
  - Fermioni: 0,15
  - Bosoni: 0,85
- Indici di fotoelettricità[3]:
  - PE: 1373.52 barn/elettrone
  - ρ: 9607,12 barn/cm³
- Indice di radioattività GRapi: 0 (Il minerale non è radioattivo)[3]